# نادي شمال كارولاينا
نادي شمال كارولاينا (بالإنجليزية: North Carolina FC)‏ هو نادي كرة قدم أمريكي تأسس في عام 2006 في في بلدة كاري بولاية كارولاينا الشمالية. يلعب الفريق حاليا في بطولة الدوري الأمريكي الدرجة الأولى. كان يسمى في السابق باسم نادي كارولاينا ريلهوكس.